# Adalbert Falk

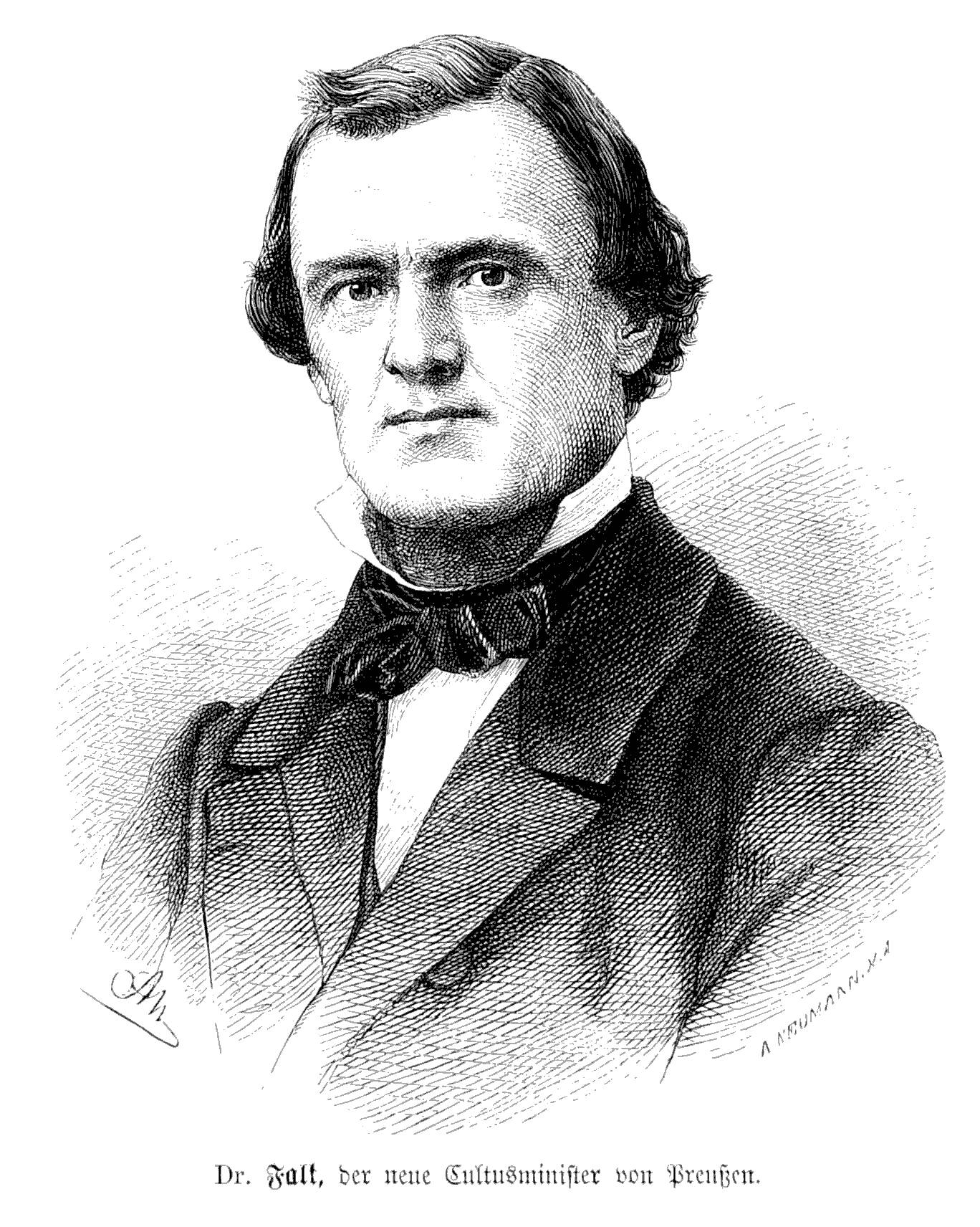
Adalbert Falk (1872).

Paul Ludwig Adalbert Falk, född 10 augusti 1827 i Metschkau i Schlesien, död 7 juli 1900 i Hamm, var en preussisk statsman. Han var måg till Franz Passow.
Falk studerade juridik och vann snart anseende som skicklig jurist. Han inkallades i preussiska justitieministeriet och blev där 1868 geheimeråd och föredragande. Han insattes 1871 såsom Preussens ombud i förbundsrådet och tillhörde 1873–1882 tyska riksdagen. 
Då efter första Vatikankonciliet (1870) påvedömets ställning till det moderna samhället blev fientligare än någonsin och Otto von Bismarck därför ville försvaga den romersk-katolska kyrkans inflytande i Tyskland, blev Falk genom hans åtgörande utnämnd till preussisk kultus- och undervisningsminister (22 januari 1872) med uppgift att framför allt hävda statens överhöghet gentemot de kyrkliga anspråken, den så kallade kulturkampen. Han genomdrev bland annat 1872 på tyska riksdagen en lag om jesuiternas utvisande samt de i maj 1873 av preussiska kamrarna antagna kyrkopolitiska så kallade majlagarna och 1874 års preussiska lag om civiläktenskap.
Falks åtgärder beträffande undervisningsväsendet ledde till att folkskolan undandrogs beroendet av prästerskapet, seminariernas antal ökades, lärarnas avlöning höjdes och pedagogiken förbättrades. Universitetens utveckling gynnades samtidigt starkt. Hans genomgripande åtgärder för skolans emancipation från kyrkan väckte ovilja både hos ultramontanerna och hos de ortodoxa lutheranerna. De förre harmades dessutom över det stränga, stundom hänsynslösa sätt, varpå "majlagarna" tillämpades, de senare över Falks understöd åt de liberala protestanternas anspråk på likställighet med de ortodoxa inom den evangeliska landskyrkan, hans nya synodalförfattning för denna (1876) samt lagarna om civiläktenskapet och om statsinspektion i skolorna.
För den reaktion på alla områden, som inträdde efter attentaten på kejsaren 1878, föll även Falk. Det reaktionära lutherska partiet gynnades alltmera vid hovet och inom de högre kretsarna, och då Falk slutligen befarade, att Bismarck för att vinna de konservativas bifall för sin protektionistiska tullpolitik skulle göra eftergifter åt ultramontanerna och de reaktionära protestanterna i de stora kulturfrågorna, lämnade han i juli 1879 sitt ämbete. Det adelskap, som då erbjöds honom, mottog han endast för sin son. Han blev 1882 president för överdomstolen (Oberlandesgericht) i Hamm och drog sig därefter tillbaka från politiken. En samling av hans tal 1872–1879 började utges 1880, men blev ofullbordad.